# Gnosca
Gnosca é uma comuna da Suíça, no Cantão Tessino, com cerca de 524 habitantes. Estende-se por uma área de 7,5 km², de densidade populacional de 70 hab/km². Confina com as seguintes comunas: Arbedo-Castione, Claro, Gorduno, Preonzo.
A língua oficial nesta comuna é o Italiano.